# Hyperlopha rectefasciata
Hyperlopha rectefasciata är en fjärilsart som beskrevs av Sir George Hamilton Kenrick 1917. Hyperlopha rectefasciata ingår i släktet Hyperlopha och familjen nattflyn. Inga underarter finns listade i Catalogue of Life.